# Bonfim (Osasco)

Bonfim é um bairro localizado em  Osasco, São Paulo, Brasil.
Delimita-se ao Norte pelo bairro Rochdale e  Rio Tietê; a Leste pelo bairro Presidente Altino; ao Sul pelos bairros Centro,  Distrito Industrial Centro e Km 18.

## Formação
Os fundadores do bairro compraram terrenos que situavam-se entre o Rio Tietê e a linha férrea, depois do córrego Bussocaba e até o ribeirão João Alves. Foram dados em pagamento por José Pinto Ferreira ao ferreiro Manoel José Rodrigues, em 1889.
Com o crescimento do bairro no final da dácada de 20, construiu-se a Igreja Bom Jesus do Bonfim.